# Colocasiomyia arenga
Colocasiomyia arenga är en tvåvingeart som först beskrevs av Toyohi Okada 1987.  Colocasiomyia arenga ingår i släktet Colocasiomyia och familjen daggflugor. Inga underarter finns listade i Catalogue of Life.